# Trogen (Appenzell Ausserrhoden)
Trogen (gsw. Troge) – gmina (niem. Einwohnergemeinde) w północno-wschodniej Szwajcarii, w kantonie Appenzell Ausserrhoden, w niemieckojęzycznej części kraju. Znajduje się tutaj siedziba instytucji sądowych kantonu. Jednak rząd i parlament Appenzell Ausserrhoden mieszczą się w Herisau. 31 grudnia 2014 gmina liczyła 1699 mieszkańców. Do 1995 należała do okręgu Mittelland.